# Utva 212
Die Utva 212 ist ein zweisitziges Schulflugzeug des jugoslawischen Herstellers Utva.

## Geschichte und Konstruktion
Die Utva 212 wurde von den Ingenieuren Ilic, Zrnic und Popovic entworfen.  Das Flugzeug war ein Zweisitzer mit geschlossener Kabine und Tandemsitzen. Die einmotorige Holzkonstruktion mit einziehbarem Spornradfahrwerk wurde mit dem leistungsschwachen Ranger-Kolbenmotor ausgerüstet und ist als Tiefdecker ausgelegt. Der Prototyp flog 1948 bei Ikarus als Ikarus 212. Die Serienproduktion des Flugzeugs fand in der Flugzeugfabrik in Pancevo bei Utva von 1950 bis 1955 statt. Alle Flugzeuge wurden von der jugoslawischen Luftwaffe benutzt, bis sie durch die modernere Soko 522 ersetzt wurden.

## Militärische Nutzer
- Jugoslawien

## Technische Daten
| Kenngröße             | Daten                                                                                                |
| --------------------- | --- |
| Besatzung             | 2 |
| Länge                 | 9,32 m                                                                                               |
| Spannweite            | 11 m                                                                                                 |
| Höhe                  | 3,58 m                                                                                               |
| Flügelfläche          | 21,90 m²                                                                                             |
| Leermasse             | 1300 kg                                                                                              |
| max. Startmasse       | 2400 kg                                                                                              |
| Reisegeschwindigkeit  | 242 km/h                                                                                             |
| Höchstgeschwindigkeit | 287 km/h                                                                                             |
| Dienstgipfelhöhe      | 7000 m                                                                                               |
| Reichweite            | 920 km                                                                                               |
| Triebwerke            | 1 × Ranger SVG-770C-B1 mit 330 kW (ca. 450 PS)                                                       |
| Bewaffnung            | zwei 7,92-mm-Maschinengewehre in den Tragflächen und zwei leichte 50 kg Bomben unter den Tragflächen |